# Image Award/Bester Hauptdarsteller
Image Award: Bester Hauptdarsteller (Outstanding Actor in a Motion Picture)
| Statistik                          | Name               | Anzahl | Jahr |
| ---------------------------------- | ------------------ | ------ | --- |
| Häufigste Auszeichnungen           | Denzel Washington  | 13     | 1988, 1993, 1994, 1996, 1997, 2000, 2001, 2002, 2003, 2008, 2011, 2013, 2017                                                                                |
| Häufigste Nominierungen (* = Sieg) | Denzel Washington  | 24     | 1988*, 1989, 1993*, 1994*, 1996*, 1997*, 1999, 2000*, 2001*, 2002*, 2003*, 2004, 2005, 2007, 2008*, 2010, 2011*, 2013*, 2015, 2017*, 2018, 2019, 2022, 2024 |
| Häufigste Nominierungen ohne Sieg  | Laurence Fishburne | 16     | 1996, 1998, 2000, 2004, 2006, 2007, 2009, 2010, 2011, 2012, 2016, 2018, 2019, 2020, 2021, 2022                                                              |

## 1981–1990
| Jahr | Preisträger       | für den Film                              | Nominierungen |
| ---- | ----------------- | ----------------------------------------- | ------------- |
| 1981 | Richard Pryor     | Einmal und nie wieder                     |               |
| 1982 | Louis Gossett Jr. | Ein Offizier und Gentleman                |               |
| 1983 | Eddie Murphy      | Die Glücksritter                          |               |
| 1984 | Prince            | Purple Rain                               |               |
| 1985 | Adolph Caesar     | Sergeant Waters – Eine Soldatengeschichte |               |
| 1986 | Gregory Hines     | Diese zwei sind nicht zu fassen           |               |
| 1987 | Danny Glover      | Lethal Weapon – Zwei stahlharte Profis    |               |
| 1988 | Denzel Washington | Schrei nach Freiheit                      |               |
| 1989 | Morgan Freeman    | Der knallharte Prinzipal                  |               |
| 1990 | Morgan Freeman    | Miss Daisy und ihr Chauffeur              |               |

## 1991–2000
| Jahr | Preisträger       | für den Film                      | Nominierungen |
| ---- | ----------------- | --------------------------------- | --- |
| 1991 | –                 | –                                 | |
| 1992 | Wesley Snipes     | New Jack City                     | |
| 1993 | Denzel Washington | Mississippi Masala                | |
| 1994 | Denzel Washington | Malcolm X                         | |
| 1995 | –                 | –                                 | |
| 1996 | Denzel Washington | Crimson Tide – In tiefster Gefahr | James Earl Jones für Cry, the Beloved Country Laurence Fishburne für Othello Morgan Freeman für Sieben Gregory Hines für Warten auf Mr. Right                                               |
| 1997 | Denzel Washington | Mut zur Wahrheit                  | Ossie Davis für Get on the Bus Cuba Gooding junior für Jerry Maguire – Spiel des Lebens Samuel L. Jackson für Tödliche Weihnachten Eddie Murphy für Der verrückte Professor                 |
| 1998 | Djimon Hounsou    | Amistad                           | Samuel L. Jackson für Eve’s Bayou Laurence Fishburne für Harlem, N.Y.C. – Der Preis der Macht Larenz Tate für Love Jones Ving Rhames für Rosewood Burning                                   |
| 1999 | Danny Glover      | Menschenkind                      | Will Smith für Der Staatsfeind Nr. 1 Denzel Washington für Spiel des Lebens Chris Tucker für Rush Hour Samuel L. Jackson für Verhandlungssache                                              |
| 2000 | Denzel Washington | Hurricane                         | Morris Chestnut für The Best Man – Hochzeit mit Hindernissen Taye Diggs für The Best Man – Hochzeit mit Hindernissen Michael Clarke Duncan für The Green Mile Laurence Fishburne für Matrix |

## 2001–2010
| Jahr | Preisträger         | für den Film                                              | Nominierungen |
| ---- | ------------------- | --------------------------------------------------------- | --- |
| 2001 | Denzel Washington   | Gegen jede Regel                                          | Omar Epps für Love & Basketball Cuba Gooding junior für Men of Honor Samuel L. Jackson für Shaft – Noch Fragen? Will Smith für Die Legende von Bagger Vance                           |
| 2002 | Denzel Washington   | Training Day                                              | Morgan Freeman für Im Netz der Spinne Will Smith für Ali Chris Tucker für Rush Hour 2 Tyrese Gibson für Baby Boy                                                                      |
| 2003 | Denzel Washington   | John Q – Verzweifelte Wut                                 | Ice Cube für Barbershop Taye Diggs für Brown Sugar Samuel L. Jackson für Spurwechsel Morgan Freeman für High Crimes – Im Netz der Lügen                                               |
| 2004 | Cuba Gooding junior | Sie nennen ihn Radio                                      | Will Smith für Bad Boys II Denzel Washington für Out of Time – Sein Gegner ist die Zeit Samuel L. Jackson für S.W.A.T. – Die Spezialeinheit Laurence Fishburne für Matrix Revolutions |
| 2005 | Jamie Foxx          | Ray                                                       | Don Cheadle für Hotel Ruanda Mario van Peebles für How to Get the Man’s Foot Outta Your Ass Denzel Washington für Mann unter Feuer Will Smith für I, Robot                            |
| 2006 | Samuel L. Jackson   | Coach Carter                                              | Laurence Fishburne für Das Ende – Assault on Precinct 13 Shemar Moore für Das verrückte Tagebuch Terrence Howard für Hustle & Flow Will Smith für Hitch – Der Date Doktor             |
| 2007 | Forest Whitaker     | Der letzte König von Schottland – In den Fängen der Macht | Laurence Fishburne für Akeelah ist die Größte Jamie Foxx für Dreamgirls Denzel Washington für Inside Man Will Smith für Das Streben nach Glück                                        |
| 2008 | Denzel Washington   | The Great Debaters                                        | Will Smith für I Am Legend Terrence Howard für Pride Columbus Short für Stomp the Yard Don Cheadle für Talk to Me                                                                     |
| 2009 | Will Smith          | Sieben Leben                                              | Jeffrey Wright für Cadillac Records Derek Luke für Miracle at St. Anna Rob Brown für The Express Don Cheadle für Traitor                                                              |
| 2010 | Morgan Freeman      | Invictus – Unbezwungen                                    | Idris Elba für Obsessed Denzel Washington für Die Entführung der U-Bahn Pelham 123 Jamie Foxx für Gesetz der Rache Quinton Aaron für Blind Side – Die große Chance                    |
| 2011 | Denzel Washington   | The Book of Eli                                           | Jaden Smith für Karate Kid Morgan Freeman für R.E.D. – Älter, Härter, Besser Common für Just Wright Anthony Mackie für Night Catches Us                                               |
| 2012 | Laz Alonso          | Jumping the Broom                                         | Vin Diesel für Fast Five Laurence Fishburne für Contagion Oliver Litondo für The First Grader Eddie Murphy für Tower Heist                                                            |
| 2013 | Denzel Washington   | Flight                                                    | Jamie Foxx für Django Unchained Suraj Sharma für Life of Pi: Schiffbruch mit Tiger Morgan Freeman für The Magic of Belle Isle Tyler Perry für Alex Cross                              |